# Dietrich Loder
Dietrich Loder (* 31. Oktober 1900 München; † nach 1955) war ein deutscher Marineoffizier, nationalsozialistischer Schriftsteller, Journalist und Publizist.

## Leben
Im Ersten Weltkrieg diente Dietrich Loder in den Jahren 1917 und 1918 in der Kaiserlichen Marine. Später war Loder Freikorps-Mitglied und Leutnant zur See. Seit Anfang 1923 schrieb Loder satirische Beiträge in der Zeitschrift Jugend.
Dietrich Loder stieß schon früh zur NSDAP, wurde 1923 Mitglied der SA und nahm am Hitlerputsch teil. Im Jahre 1926 war Loder Mitarbeiter der nationalrevolutionären Zeitschrift Arminius, als sie u. a. von Ernst Jünger herausgegeben wurde. Zudem war er Mitarbeiter beim Akademischen Beobachter, der vom Nationalsozialistischen Deutschen Studentenbund herausgegeben wurde. Zum 1. September 1930 schloss er sich der neu gegründeten NSDAP an (Mitgliedsnummer 293.872). In der sogenannten Kampfzeit arbeitete er als Redakteur bei verschiedenen rechtsradikalen und nationalsozialistischen Zeitungen und Zeitschriften – von 1927 an beim Völkischen Beobachter (München), von 1930 an bei der Neuen Schlesischen Zeitung (Breslau), 1931 bei der Neuen Nationalzeitung (Augsburg) und 1932 bei der NS-Satirezeitschrift Die Brennessel (München).
Nach der nationalsozialistischen Machtergreifung wurde Loder im April 1933 Chefredakteur des Illustrierten Beobachters als Nachfolger von Hans Buchner und widmete sich fortan zudem verstärkt der schriftstellerischen Arbeit. In dem Lustspiel Konjunktur karikierte Loder als sogenannte Märzgefallene die große Anzahl jener nach der NS-Machtübernahme der Partei zuströmenden neuen Mitglieder, die zur Mitglieder-Aufnahmesperre der NSDAP im April 1933 führte. Der Erfolg von Loders erstem dramatischem Werk war der Auftakt zu einer Reihe von Gesellschaftskomödien.
Im Reichsverband der Deutschen Presse wurde Loder Leiter des bayerischen Landesverbandes. Im Jahre 1936 wurde er Mitglied im Kulturkreis der SA.
Im Jahre 1940 wurde von Bernd Hofmann Loders Komödie Das Horoskop Seiner Lordschaft unter dem Titel Alles Schwindel verfilmt.
Von Dietmar Polaczek wurde Dietrich Loder in dem von Karl Corino herausgegebenen Band Intellektuelle im Bann des Nationalsozialismus als „feinsinniger Schriftsteller“ charakterisiert. Gleichwohl verschwand Loder nach dem Zweiten Weltkrieg sowohl aus der Geschichtsschreibung des Theaters im Allgemeinen als auch aus jener der NS-Zeit.
Im Jahre 1955 wurde Dietrich Loder Mitarbeiter der unter dem Pseudonym Paul Stadtler von Paul Schall und von Werner Schäfer begründeten und in Karlsruhe herausgegebenen Nationalen Rundschau, bei der auch die ehemaligen NS-Journalisten Joachim Nehring und Hans Wilhelm Hagen mitarbeiteten.

## Publikationen
- Das verrückte Auto, Neun Grotesken, Reclam jun., 1925
- Konjunktur. Revolutionskomödie, Satirisches Lustspiel, Chronos-Verlag, 1933. Unter der Regie von Rudolf Sellner im September 1933 uraufgeführt[15].
- Novembertage 1923, Hörspiel, 1933
- Die Eule aus Athen, Komödie über die Schlacht bei Marathon, Langen-Müller, 1935
- Das Horoskop Seiner Lordschaft, Komödie, Chronos-Verlag, 1937. Mit Gustav Fröhlich im Jahre 1940 verfilmt als Alles Schwindel.[16]
- Das Deutschland Adolf Hitlers: die ersten vier Jahre des Dritten Reiches, 1937
- General Ludendorff, zus. m. Hans Diebow, Sonderheft des Illustrierten Beobachters, 1937
- Geschichte der SA, 1938
- Die Karriere des Hofrats Stolpe, Komödie, Theaterverl. A. Langen/G. Müller, 1939
- Mars und Cäsar, Reclam, 1943